# Voracia casuariniphaga
Voracia casuariniphaga is een vlinder uit de familie van de spinners (Lasiocampidae). De wetenschappelijke naam van de soort is voor het eerst geldig gepubliceerd in 1931 door Van Eecke.